# Hadimus cartalloides
Hadimus cartalloides là một loài bọ cánh cứng trong họ Cerambycidae.